# Carex humpatensis
Carex humpatensis är en halvgräsart som beskrevs av H.E.Hess. Carex humpatensis ingår i släktet starrar, och familjen halvgräs.
Artens utbredningsområde är Angola. Inga underarter finns listade i Catalogue of Life.